# United Cup 2025
La United Cup 2025 fue la tercera edición del torneo internacional de tenis mixto, organizado por la Asociación de Tenistas Profesionales (ATP) y la Asociación de Tenis Femenino (WTA).
Sirviendo como la apertura del ATP Tour 2025 y el WTA Tour 2025, se llevó a cabo del 27 de diciembre de 2024 al 5 de enero de 2025 en dos sedes ubicadas en las ciudades australianas de Sídney y Perth.

## Clasificación
18 países clasificaron de la siguiente manera:
- Seis países en función de la clasificación ATP de su jugador número uno clasificado en individuales.
- Seis países en función de la clasificación WTA de su jugador individual número uno clasificado.
- Los últimos seis países en función de la clasificación combinada de sus jugadores número uno de la ATP y la WTA.

A cambio de ser la nación anfitriona, Australia tenía garantizado uno de los lugares reservados para los equipos con la mejor clasificación combinada si no lograba clasificarse por su cuenta.

## Distribución de puntos
| Ronda            | Puntos por victoria vs. oponente clasificado | Puntos por victoria vs. oponente clasificado | Puntos por victoria vs. oponente clasificado | Puntos por victoria vs. oponente clasificado | Puntos por victoria vs. oponente clasificado | Puntos por victoria vs. oponente clasificado | Puntos por victoria vs. oponente clasificado |
| Ronda            | n.º 1–10                                     | n.º 11–20                                    | n.º 21–30                                    | n.º 31–50                                    | n.º 51–100                                   | n.º 101–250                                  | n.º 251+                                     |
| ---------------- | -------------------------------------------- | -------------------------------------------- | -------------------------------------------- | -------------------------------------------- | -------------------------------------------- | -------------------------------------------- | -------------------------------------------- |
| Final            | 180                                          | 140                                          | 120                                          | 90                                           | 60                                           | 40                                           | 35                                           |
| Semifinales      | 130                                          | 105                                          | 90                                           | 60                                           | 40                                           | 35                                           | 25                                           |
| Cuartos de final | 80                                           | 65                                           | 55                                           | 40                                           | 35                                           | 25                                           | 20                                           |
| Fase de grupos   | 55                                           | 45                                           | 40                                           | 35                                           | 25                                           | 20                                           | 15                                           |

- Máximo 500 puntos[1]

## Participantes
16 países se clasificaron según el ranking individual ATP/WTA del 14 de octubre de 2024 y el compromiso de los jugadores de jugar en el evento. Los dos equipos restantes se clasificaron según el ranking ATP/WTA del 4 de noviembre.
Los primeros 16 países clasificados se anunciaron el 14 de octubre de 2024. Los 2 últimos países clasificados se anunciaron el 4 de noviembre de 2024.
| #  | País            | N.º 1 WTA           | Ranking  | N.º 1 ATP               | Ranking   | N.º 2 WTA              | N.º 2 ATP             | Dobles WTA                 | Dobles ATP             |
| -- | --------------- | ------------------- | -------- | ----------------------- | --------- | ---------------------- | --------------------- | -------------------------- | ---------------------- |
| 1  | Estados Unidos  | Cori Gauff          | 3        | Taylor Fritz            | 6         | Danielle Collins       | Denis Kudla           | Desirae Krawczyk           | Robert Galloway        |
| 2  | Polonia         | Iga Świątek         | 1        | Hubert Hurkacz          | 12        | Maja Chwalińska        | Kamil Majchrzak       | Alicja Rosolska            | Jan Zieliński          |
| 3  | Grecia          | María Sákkari       | 22       | Stefanos Tsitsipas      | 11        | Despina Papamichail    | Stefanos Sakellaridis | Valentini Grammatikopoulou | Petros Tsitsipas       |
| 4  | Italia          | Jasmine Paolini     | 6        | Flavio Cobolli          | 30        | Sara Errani            | Matteo Gigante        | Angelica Moratelli         | Andrea Vavassori       |
| 5  | Reino Unido     | Katie Boulter       | 35       | Billy Harris            | 125       | Lily Miyazaki          | Jan Choinski          | Olivia Nicholls            | Charles Broom          |
| 6  | China           | Xinyu Gao           | 175      | Zhizhen Zhang           | 46        | Shuai Zhang            | Yan Bai               | -                          | Fajing Sun             |
| 7  | Canadá          | Leylah Fernandez    | 34       | Félix Auger-Aliassime   | 21        | Stacey Fung            | Liam Draxl            | Ariana Arseneault          | Benjamin Sigouin       |
| 8  | República Checa | Karolína Muchová    | 9PR(30)  | Tomáš Macháč            | 25        | Gabriela Knutson       | Marek Gengel          | Vendula Valdmannova        | Patrik Rikl            |
| 9  | Kazajistán      | Elena Rybakina      | 5        | Alexander Shevchenko    | 61        | Zhibek Kulambayeva     | Dmitry Popko          | -                          | Aleksandr Nedovyesov   |
| 10 | Francia         | Chloé Paquet        | 123      | Ugo Humbert             | 16        | Leolia Jeanjean        | Corentin Moutet       | Elixane Lechemia           | Édouard Roger-Vasselin |
| 11 | Alemania        | Laura Siegemund     | 89       | Alexander Zverev        | 3         | Lena Papadakis         | Daniel Masur          | Vivian Heisen              | Tim Puetz              |
| 12 | Australia       | Olivia Gadecki      | 84       | Álex de Miñaur          | 9         | Destanee Aiava         | Omar Jasika           | Ellen Perez                | Matthew Ebden          |
| 13 | Brasil          | Beatriz Haddad Maia | 10       | Thiago Monteiro         | 88        | Carolina Alves         | Gustavo Heide         | Luisa Stefani              | Rafael Matos           |
| 14 | España          | Jéssica Bouzas      | 62       | Pablo Carreño           | 18PR(202) | Marina Bassols         | Carlos Taberner       | Yvonne Cavalle Reimers     | Sergio Martos Gornés   |
| 15 | Noruega         | Malene Helgø        | 465      | Casper Ruud             | 8         | Emilie Lindh Gallagher | Viktor Durasovic      | Ulrike Eikkeri             | Nicolai Budkov Kjær    |
| 16 | Suiza           | Belinda Bencic      | 15PR(SR) | Dominic Stricker        | 94PR(317) | Céline Naef            | Rémy Bertola          | Conny Perrin               | Jakub Paul             |
| 17 | Argentina       | Nadia Podoroska     | 74       | Tomás Martín Etcheverry | 31        | Lourdes Carlé          | Thiago Tirante        | -                          | Guido Andreozzi        |
| 18 | Croacia         | Donna Vekić         | 18       | Borna Ćorić             | 96        | Lucija Ciric Bagaric   | Luka Mikrut           | Petra Marcinko             | Ivan Dodig             |

## Fase de grupos
El sorteo de la United Cup se llevó a cabo el 21 de octubre de 2024.Los 18 equipos se dividieron en seis grupos de tres equipos cada uno en un formato de todos contra todos. Los ganadores de cada grupo y el mejor segundo de cada ciudad avanzaron a los cuartos de final.

### Grupo A (Perth)
| Pos. | Países         | Puntos | Partidos | Sets | Juegos |
| ---- | -------------- | ------ | -------- | ---- | ------ |
| 1.º  | Estados Unidos | 2-0    | 5-1      | 11-2 | 76-49  |
| 2.º  | Canadá         | 1-1    | 3-3      | 7-7  | 71-66  |
| 3.º  | Croacia        | 0-2    | 1-5      | 2-11 | 42-74  |

| | Bandera de Canadá  | Canadá                                   | 2 | 1 | Croacia | Bandera de Croacia |
| --- | ------------------ | ---------------------------------------- | - | - | ------- | ------------------ |
| RAC Arena, Perth, Australia 28 de diciembre de 2024 1.ª sesión |                    |                                          |   |   |         |                    |
| \| 1 \| \| Leylah Fernandez \| 6 \| 6 \| \| \| 1 \| \| Donna Vekić \| 4 \| 3 \| \| \| 2 \| \| Félix Auger-Aliassime \| 6 \| 4 \| 4 \| \| 2 \| \| Borna Ćorić \| 0 \| 6 \| 6 \| \| 3 \| \| Leylah Fernandez / Félix Auger-Aliassime \| 6 \| 6 \| \| \| 3 \| \| Lucija Ciric Bagaric / Ivan Dodig \| 3 \| 4 \| \| |                    |                                          |   |   |         |                    |
| 1 | Bandera de Canadá  | Leylah Fernandez                         | 6 | 6 |         |                    |
| 1 | Bandera de Croacia | Donna Vekić                              | 4 | 3 |         |                    |
| 2 | Bandera de Canadá  | Félix Auger-Aliassime                    | 6 | 4 | 4       |                    |
| 2 | Bandera de Croacia | Borna Ćorić                              | 0 | 6 | 6       |                    |
| 3 | Bandera de Canadá  | Leylah Fernandez / Félix Auger-Aliassime | 6 | 6 |         |                    |
| 3 | Bandera de Croacia | Lucija Ciric Bagaric / Ivan Dodig        | 3 | 4 |         |                    |

| 1 | Bandera de Canadá  | Leylah Fernandez                         | 6 | 6 |   |
| 1 | Bandera de Croacia | Donna Vekić                              | 4 | 3 |   |
| 2 | Bandera de Canadá  | Félix Auger-Aliassime                    | 6 | 4 | 4 |
| 2 | Bandera de Croacia | Borna Ćorić                              | 0 | 6 | 6 |
| 3 | Bandera de Canadá  | Leylah Fernandez / Félix Auger-Aliassime | 6 | 6 |   |
| 3 | Bandera de Croacia | Lucija Ciric Bagaric / Ivan Dodig        | 3 | 4 |   |

| | Bandera de Estados Unidos | Estados Unidos                           | 2  | 1 | Canadá | Bandera de Canadá |
| --- | ------------------------- | ---------------------------------------- | -- | - | ------ | ----------------- |
| RAC Arena, Perth, Australia 29 de diciembre de 2024 2.ª sesión |                           |                                          |    |   |        |                   |
| \| 1 \| \| Cori Gauff \| 6 \| 6 \| \| \| 1 \| \| Leylah Fernandez \| 3 \| 2 \| \| \| 2 \| \| Taylor Fritz \| 6 \| 5 \| 3 \| \| 2 \| \| Félix Auger-Aliassime \| 4 \| 7 \| 6 \| \| 3 \| \| Cori Gauff / Taylor Fritz \| 7 \| 7 \| \| \| 3 \| \| Leylah Fernandez / Félix Auger-Aliassime \| 62 \| 5 \| \| |                           |                                          |    |   |        |                   |
| 1 | Bandera de Estados Unidos | Cori Gauff                               | 6  | 6 |        |                   |
| 1 | Bandera de Canadá         | Leylah Fernandez                         | 3  | 2 |        |                   |
| 2 | Bandera de Estados Unidos | Taylor Fritz                             | 6  | 5 | 3      |                   |
| 2 | Bandera de Canadá         | Félix Auger-Aliassime                    | 4  | 7 | 6      |                   |
| 3 | Bandera de Estados Unidos | Cori Gauff / Taylor Fritz                | 7  | 7 |        |                   |
| 3 | Bandera de Canadá         | Leylah Fernandez / Félix Auger-Aliassime | 62 | 5 |        |                   |

| 1 | Bandera de Estados Unidos | Cori Gauff                               | 6  | 6 |   |
| 1 | Bandera de Canadá         | Leylah Fernandez                         | 3  | 2 |   |
| 2 | Bandera de Estados Unidos | Taylor Fritz                             | 6  | 5 | 3 |
| 2 | Bandera de Canadá         | Félix Auger-Aliassime                    | 4  | 7 | 6 |
| 3 | Bandera de Estados Unidos | Cori Gauff / Taylor Fritz                | 7  | 7 |   |
| 3 | Bandera de Canadá         | Leylah Fernandez / Félix Auger-Aliassime | 62 | 5 |   |

| | Bandera de Estados Unidos | Estados Unidos              | 3 | 0 | Croacia | Bandera de Croacia |
| --- | ------------------------- | --------------------------- | - | - | ------- | ------------------ |
| RAC Arena, Perth, Australia 31 de diciembre de 2024 1.ª sesión |                           |                             |   |   |         |                    |
| \| 1 \| \| Taylor Fritz \| 6 \| 6 \| \| \| 1 \| \| Borna Ćorić \| 3 \| 2 \| \| \| 2 \| \| Cori Gauff \| 6 \| 6 \| \| \| 2 \| \| Donna Vekić \| 4 \| 2 \| \| \| 3 \| \| Cori Gauff / Taylor Fritz \| 6 \| 6 \| \| \| 3 \| \| Petra Marčinko / Ivan Dodig \| 2 \| 3 \| \| |                           |                             |   |   |         |                    |
| 1 | Bandera de Estados Unidos | Taylor Fritz                | 6 | 6 |         |                    |
| 1 | Bandera de Croacia        | Borna Ćorić                 | 3 | 2 |         |                    |
| 2 | Bandera de Estados Unidos | Cori Gauff                  | 6 | 6 |         |                    |
| 2 | Bandera de Croacia        | Donna Vekić                 | 4 | 2 |         |                    |
| 3 | Bandera de Estados Unidos | Cori Gauff / Taylor Fritz   | 6 | 6 |         |                    |
| 3 | Bandera de Croacia        | Petra Marčinko / Ivan Dodig | 2 | 3 |         |                    |

| 1 | Bandera de Estados Unidos | Taylor Fritz                | 6 | 6 |  |
| 1 | Bandera de Croacia        | Borna Ćorić                 | 3 | 2 |  |
| 2 | Bandera de Estados Unidos | Cori Gauff                  | 6 | 6 |  |
| 2 | Bandera de Croacia        | Donna Vekić                 | 4 | 2 |  |
| 3 | Bandera de Estados Unidos | Cori Gauff / Taylor Fritz   | 6 | 6 |  |
| 3 | Bandera de Croacia        | Petra Marčinko / Ivan Dodig | 2 | 3 |  |

### Grupo B (Sídney)
| Pos. | Países          | Puntos | Partidos | Sets | Juegos |
| ---- | --------------- | ------ | -------- | ---- | ------ |
| 1.º  | Polonia         | 2-0    | 4-2      | 9-2  | 67-55  |
| 2.º  | República Checa | 1-1    | 3-3      | 7-7  | 73-70  |
| 3.º  | Noruega         | 0-2    | 2-4      | 5-9  | 52-68  |

| | Bandera de República Checa | República Checa                   | 2  | 1 | Noruega | Bandera de Noruega |
| --- | -------------------------- | --------------------------------- | -- | - | ------- | ------------------ |
| Ken Rosewall Arena, Sídney, Australia 29 de diciembre de 2024 1.ª sesión |                            |                                   |    |   |         |                    |
| \| 1 \| \| Karolína Muchová \| 6 \| 6 \| \| \| 1 \| \| Malene Helgø \| 2 \| 2 \| \| \| 2 \| \| Tomáš Macháč \| 6 \| 7 \| 4 \| \| 2 \| \| Casper Ruud \| 78 \| 5 \| 6 \| \| 3 \| \| Karolína Muchová / Tomáš Macháč \| 6 \| 6 \| \| \| 3 \| \| Ulrike Eikkeri / Viktor Durasovic \| 4 \| 4 \| \| |                            |                                   |    |   |         |                    |
| 1 | Bandera de República Checa | Karolína Muchová                  | 6  | 6 |         |                    |
| 1 | Bandera de Noruega         | Malene Helgø                      | 2  | 2 |         |                    |
| 2 | Bandera de República Checa | Tomáš Macháč                      | 6  | 7 | 4       |                    |
| 2 | Bandera de Noruega         | Casper Ruud                       | 78 | 5 | 6       |                    |
| 3 | Bandera de República Checa | Karolína Muchová / Tomáš Macháč   | 6  | 6 |         |                    |
| 3 | Bandera de Noruega         | Ulrike Eikkeri / Viktor Durasovic | 4  | 4 |         |                    |

| 1 | Bandera de República Checa | Karolína Muchová                  | 6  | 6 |   |
| 1 | Bandera de Noruega         | Malene Helgø                      | 2  | 2 |   |
| 2 | Bandera de República Checa | Tomáš Macháč                      | 6  | 7 | 4 |
| 2 | Bandera de Noruega         | Casper Ruud                       | 78 | 5 | 6 |
| 3 | Bandera de República Checa | Karolína Muchová / Tomáš Macháč   | 6  | 6 |   |
| 3 | Bandera de Noruega         | Ulrike Eikkeri / Viktor Durasovic | 4  | 4 |   |

| | Bandera de Polonia | Polonia                      | 2 | 1 | Noruega | Bandera de Noruega |
| --- | ------------------ | ---------------------------- | - | - | ------- | ------------------ |
| Ken Rosewall Arena, Sídney, Australia 30 de diciembre de 2024 2.ª sesión |                    |                              |   |   |         |                    |
| \| 1 \| \| Iga Świątek \| 6 \| 6 \| \| \| 1 \| \| Malene Helgø \| 1 \| 0 \| \| \| 2 \| \| Hubert Hurkacz \| 5 \| 3 \| \| \| 2 \| \| Casper Ruud \| 7 \| 6 \| \| \| 3 \| \| Iga Świątek / Jan Zieliński \| 6 \| 0 \| [10] \| \| 3 \| \| Ulrike Eikkeri / Casper Ruud \| 3 \| 6 \| [8] \| |                    |                              |   |   |         |                    |
| 1 | Bandera de Polonia | Iga Świątek                  | 6 | 6 |         |                    |
| 1 | Bandera de Noruega | Malene Helgø                 | 1 | 0 |         |                    |
| 2 | Bandera de Polonia | Hubert Hurkacz               | 5 | 3 |         |                    |
| 2 | Bandera de Noruega | Casper Ruud                  | 7 | 6 |         |                    |
| 3 | Bandera de Polonia | Iga Świątek / Jan Zieliński  | 6 | 0 | [10]    |                    |
| 3 | Bandera de Noruega | Ulrike Eikkeri / Casper Ruud | 3 | 6 | [8]     |                    |

| 1 | Bandera de Polonia | Iga Świątek                  | 6 | 6 |      |
| 1 | Bandera de Noruega | Malene Helgø                 | 1 | 0 |      |
| 2 | Bandera de Polonia | Hubert Hurkacz               | 5 | 3 |      |
| 2 | Bandera de Noruega | Casper Ruud                  | 7 | 6 |      |
| 3 | Bandera de Polonia | Iga Świątek / Jan Zieliński  | 6 | 0 | [10] |
| 3 | Bandera de Noruega | Ulrike Eikkeri / Casper Ruud | 3 | 6 | [8]  |

| | Bandera de Polonia         | Polonia                         | 2  | 1 | República Checa | Bandera de República Checa |
| --- | -------------------------- | ------------------------------- | -- | - | --------------- | -------------------------- |
| Ken Rosewall Arena, Sídney, Australia 1 de enero de 2025 1.ª sesión |                            |                                 |    |   |                 |                            |
| \| 1 \| \| Hubert Hurkacz \| 5 \| 6 \| 4 \| \| 1 \| \| Tomáš Macháč \| 7 \| 3 \| 6 \| \| 2 \| \| Iga Świątek \| 6 \| 6 \| \| \| 2 \| \| Karolína Muchová \| 3 \| 4 \| \| \| 3 \| \| Iga Świątek / Hubert Hurkacz \| 7 \| 6 \| \| \| 3 \| \| Karolína Muchová / Tomáš Macháč \| 63 \| 3 \| \| |                            |                                 |    |   |                 |                            |
| 1 | Bandera de Polonia         | Hubert Hurkacz                  | 5  | 6 | 4               |                            |
| 1 | Bandera de República Checa | Tomáš Macháč                    | 7  | 3 | 6               |                            |
| 2 | Bandera de Polonia         | Iga Świątek                     | 6  | 6 |                 |                            |
| 2 | Bandera de República Checa | Karolína Muchová                | 3  | 4 |                 |                            |
| 3 | Bandera de Polonia         | Iga Świątek / Hubert Hurkacz    | 7  | 6 |                 |                            |
| 3 | Bandera de República Checa | Karolína Muchová / Tomáš Macháč | 63 | 3 |                 |                            |

| 1 | Bandera de Polonia         | Hubert Hurkacz                  | 5  | 6 | 4 |
| 1 | Bandera de República Checa | Tomáš Macháč                    | 7  | 3 | 6 |
| 2 | Bandera de Polonia         | Iga Świątek                     | 6  | 6 |   |
| 2 | Bandera de República Checa | Karolína Muchová                | 3  | 4 |   |
| 3 | Bandera de Polonia         | Iga Świątek / Hubert Hurkacz    | 7  | 6 |   |
| 3 | Bandera de República Checa | Karolína Muchová / Tomáš Macháč | 63 | 3 |   |

### Grupo C (Perth)
| Pos. | Países     | Puntos | Partidos | Sets | Juegos |
| ---- | ---------- | ------ | -------- | ---- | ------ |
| 1.º  | Kazajistán | 2-0    | 5-1      | 10-4 | 63-56  |
| 2.º  | Grecia     | 1-1    | 2-4      | 5-10 | 56-68  |
| 3.º  | España     | 0-2    | 2-4      | 7-8  | 64-57  |

| | Bandera de Kazajistán | Kazajistán                             | 2  | 1  | España | Bandera de España |
| --- | --------------------- | -------------------------------------- | -- | -- | ------ | ----------------- |
| RAC Arena, Perth, Australia 27 de diciembre de 2024 1.ª sesión |                       |                                        |    |    |        |                   |
| \| 1 \| \| Alexander Shevchenko \| 2 \| 1 \| \| \| 1 \| \| Pablo Carreño \| 6 \| 6 \| \| \| 2 \| \| Elena Rybakina \| 6 \| 6 \| \| \| 2 \| \| Jéssica Bouzas \| 2 \| 3 \| \| \| 3 \| \| Elena Rybakina / Alexander Shevchenko \| 7 \| 62 \| [10] \| \| 3 \| \| Yvonne Cavalle Reimers / Pablo Carreño \| 64 \| 7 \| [7] \| |                       |                                        |    |    |        |                   |
| 1 | Bandera de Kazajistán | Alexander Shevchenko                   | 2  | 1  |        |                   |
| 1 | Bandera de España     | Pablo Carreño                          | 6  | 6  |        |                   |
| 2 | Bandera de Kazajistán | Elena Rybakina                         | 6  | 6  |        |                   |
| 2 | Bandera de España     | Jéssica Bouzas                         | 2  | 3  |        |                   |
| 3 | Bandera de Kazajistán | Elena Rybakina / Alexander Shevchenko  | 7  | 62 | [10]   |                   |
| 3 | Bandera de España     | Yvonne Cavalle Reimers / Pablo Carreño | 64 | 7  | [7]    |                   |

| 1 | Bandera de Kazajistán | Alexander Shevchenko                   | 2  | 1  |      |
| 1 | Bandera de España     | Pablo Carreño                          | 6  | 6  |      |
| 2 | Bandera de Kazajistán | Elena Rybakina                         | 6  | 6  |      |
| 2 | Bandera de España     | Jéssica Bouzas                         | 2  | 3  |      |
| 3 | Bandera de Kazajistán | Elena Rybakina / Alexander Shevchenko  | 7  | 62 | [10] |
| 3 | Bandera de España     | Yvonne Cavalle Reimers / Pablo Carreño | 64 | 7  | [7]  |

| | Bandera de Grecia | Grecia                                        | 2 | 1 | España | Bandera de España |
| --- | ----------------- | --------------------------------------------- | - | - | ------ | ----------------- |
| RAC Arena, Perth, Australia 28 de diciembre de 2024 2.ª sesión |                   |                                               |   |   |        |                   |
| \| 1 \| \| María Sákkari \| 2 \| 1 \| \| \| 1 \| \| Jéssica Bouzas \| 6 \| 6 \| \| \| 2 \| \| Stefanos Tsitsipas \| 6 \| 4 \| 6 \| \| 2 \| \| Pablo Carreño \| 4 \| 6 \| 3 \| \| 3 \| \| María Sákkari / Stefanos Tsitsipas \| 4 \| 6 \| [10] \| \| 3 \| \| Yvonne Cavalle Reimers / Sergio Martos Gornés \| 6 \| 3 \| [6] \| |                   |                                               |   |   |        |                   |
| 1 | Bandera de Grecia | María Sákkari                                 | 2 | 1 |        |                   |
| 1 | Bandera de España | Jéssica Bouzas                                | 6 | 6 |        |                   |
| 2 | Bandera de Grecia | Stefanos Tsitsipas                            | 6 | 4 | 6      |                   |
| 2 | Bandera de España | Pablo Carreño                                 | 4 | 6 | 3      |                   |
| 3 | Bandera de Grecia | María Sákkari / Stefanos Tsitsipas            | 4 | 6 | [10]   |                   |
| 3 | Bandera de España | Yvonne Cavalle Reimers / Sergio Martos Gornés | 6 | 3 | [6]    |                   |

| 1 | Bandera de Grecia | María Sákkari                                 | 2 | 1 |      |
| 1 | Bandera de España | Jéssica Bouzas                                | 6 | 6 |      |
| 2 | Bandera de Grecia | Stefanos Tsitsipas                            | 6 | 4 | 6    |
| 2 | Bandera de España | Pablo Carreño                                 | 4 | 6 | 3    |
| 3 | Bandera de Grecia | María Sákkari / Stefanos Tsitsipas            | 4 | 6 | [10] |
| 3 | Bandera de España | Yvonne Cavalle Reimers / Sergio Martos Gornés | 6 | 3 | [6]  |

| | Bandera de Grecia     | Grecia                                    | 0 | 3  | Kazajistán | Bandera de Kazajistán |
| --- | --------------------- | ----------------------------------------- | - | -- | ---------- | --------------------- |
| RAC Arena, Perth, Australia 30 de diciembre de 2024 1.ª sesión |                       |                                           |   |    |            |                       |
| \| 1 \| \| Stefanos Tsitsipas \| 4 \| 60 \| \| \| 1 \| \| Alexander Shevchenko \| 6 \| 7 \| \| \| 2 \| \| María Sákkari \| 4 \| 3 \| \| \| 2 \| \| Elena Rybakina \| 6 \| 6 \| \| \| 3 \| \| Despina Papamichail / Petros Tsitsipas \| 6 \| 3 \| [6] \| \| 3 \| \| Zhibek Kulambayeva / Aleksandr Nedovyesov \| 2 \| 6 \| [10] \| |                       |                                           |   |    |            |                       |
| 1 | Bandera de Grecia     | Stefanos Tsitsipas                        | 4 | 60 |            |                       |
| 1 | Bandera de Kazajistán | Alexander Shevchenko                      | 6 | 7  |            |                       |
| 2 | Bandera de Grecia     | María Sákkari                             | 4 | 3  |            |                       |
| 2 | Bandera de Kazajistán | Elena Rybakina                            | 6 | 6  |            |                       |
| 3 | Bandera de Grecia     | Despina Papamichail / Petros Tsitsipas    | 6 | 3  | [6]        |                       |
| 3 | Bandera de Kazajistán | Zhibek Kulambayeva / Aleksandr Nedovyesov | 2 | 6  | [10]       |                       |

| 1 | Bandera de Grecia     | Stefanos Tsitsipas                        | 4 | 60 |      |
| 1 | Bandera de Kazajistán | Alexander Shevchenko                      | 6 | 7  |      |
| 2 | Bandera de Grecia     | María Sákkari                             | 4 | 3  |      |
| 2 | Bandera de Kazajistán | Elena Rybakina                            | 6 | 6  |      |
| 3 | Bandera de Grecia     | Despina Papamichail / Petros Tsitsipas    | 6 | 3  | [6]  |
| 3 | Bandera de Kazajistán | Zhibek Kulambayeva / Aleksandr Nedovyesov | 2 | 6  | [10] |

### Grupo D (Sídney)
| Pos. | Países  | Puntos | Partidos | Sets | Juegos |
| ---- | ------- | ------ | -------- | ---- | ------ |
| 1.º  | Italia  | 2-0    | 6-0      | 12-1 | 78-44  |
| 2.º  | Suiza   | 1-1    | 2-4      | 4-8  | 52-61  |
| 3.º  | Francia | 0-2    | 1-5      | 3-10 | 49-74  |

| | Bandera de Francia | Francia                                   | 1 | 2  | Suiza | Bandera de Suiza |
| --- | ------------------ | ----------------------------------------- | - | -- | ----- | ---------------- |
| Ken Rosewall Arena, Sídney, Australia 28 de diciembre de 2024 1.ª sesión |                    |                                           |   |    |       |                  |
| \| 1 \| \| Chloé Paquet \| 3 \| 1 \| \| \| 1 \| \| Belinda Bencic \| 6 \| 6 \| \| \| 2 \| \| Ugo Humbert \| 6 \| 7 \| \| \| 2 \| \| Dominic Stricker \| 3 \| 5 \| \| \| 3 \| \| Elixane Lechemia / Édouard Roger-Vasselin \| 1 \| 64 \| \| \| 3 \| \| Belinda Bencic / Dominic Stricker \| 6 \| 7 \| \| |                    |                                           |   |    |       |                  |
| 1 | Bandera de Francia | Chloé Paquet                              | 3 | 1  |       |                  |
| 1 | Bandera de Suiza   | Belinda Bencic                            | 6 | 6  |       |                  |
| 2 | Bandera de Francia | Ugo Humbert                               | 6 | 7  |       |                  |
| 2 | Bandera de Suiza   | Dominic Stricker                          | 3 | 5  |       |                  |
| 3 | Bandera de Francia | Elixane Lechemia / Édouard Roger-Vasselin | 1 | 64 |       |                  |
| 3 | Bandera de Suiza   | Belinda Bencic / Dominic Stricker         | 6 | 7  |       |                  |

| 1 | Bandera de Francia | Chloé Paquet                              | 3 | 1  |  |
| 1 | Bandera de Suiza   | Belinda Bencic                            | 6 | 6  |  |
| 2 | Bandera de Francia | Ugo Humbert                               | 6 | 7  |  |
| 2 | Bandera de Suiza   | Dominic Stricker                          | 3 | 5  |  |
| 3 | Bandera de Francia | Elixane Lechemia / Édouard Roger-Vasselin | 1 | 64 |  |
| 3 | Bandera de Suiza   | Belinda Bencic / Dominic Stricker         | 6 | 7  |  |

| | Bandera de Italia | Italia                            | 3 | 0  | Suiza | Bandera de Suiza |
| --- | ----------------- | --------------------------------- | - | -- | ----- | ---------------- |
| Ken Rosewall Arena, Sídney, Australia 29 de diciembre de 2024 2.ª sesión |                   |                                   |   |    |       |                  |
| \| 1 \| \| Flavio Cobolli \| 6 \| 7 \| \| \| 1 \| \| Dominic Stricker \| 3 \| 62 \| \| \| 2 \| \| Jasmine Paolini \| 6 \| 6 \| \| \| 2 \| \| Belinda Bencic \| 1 \| 1 \| \| \| 3 \| \| Sara Errani / Andrea Vavassori \| 6 \| 6 \| \| \| 3 \| \| Belinda Bencic / Dominic Stricker \| 4 \| 4 \| \| |                   |                                   |   |    |       |                  |
| 1 | Bandera de Italia | Flavio Cobolli                    | 6 | 7  |       |                  |
| 1 | Bandera de Suiza  | Dominic Stricker                  | 3 | 62 |       |                  |
| 2 | Bandera de Italia | Jasmine Paolini                   | 6 | 6  |       |                  |
| 2 | Bandera de Suiza  | Belinda Bencic                    | 1 | 1  |       |                  |
| 3 | Bandera de Italia | Sara Errani / Andrea Vavassori    | 6 | 6  |       |                  |
| 3 | Bandera de Suiza  | Belinda Bencic / Dominic Stricker | 4 | 4  |       |                  |

| 1 | Bandera de Italia | Flavio Cobolli                    | 6 | 7  |  |
| 1 | Bandera de Suiza  | Dominic Stricker                  | 3 | 62 |  |
| 2 | Bandera de Italia | Jasmine Paolini                   | 6 | 6  |  |
| 2 | Bandera de Suiza  | Belinda Bencic                    | 1 | 1  |  |
| 3 | Bandera de Italia | Sara Errani / Andrea Vavassori    | 6 | 6  |  |
| 3 | Bandera de Suiza  | Belinda Bencic / Dominic Stricker | 4 | 4  |  |

| | Bandera de Italia  | Italia                                    | 3 | 0   | Francia | Bandera de Francia |
| --- | ------------------ | ----------------------------------------- | - | --- | ------- | ------------------ |
| Ken Rosewall Arena, Sídney, Australia 31 de diciembre de 2024 1.ª sesión |                    |                                           |   |     |         |                    |
| \| 1 \| \| Flavio Cobolli \| 3 \| 710 \| 6 \| \| 1 \| \| Ugo Humbert \| 6 \| 68 \| 2 \| \| 2 \| \| Jasmine Paolini \| 6 \| 6 \| \| \| 2 \| \| Chloé Paquet \| 0 \| 2 \| \| \| 3 \| \| Sara Errani / Andrea Vavassori \| 6 \| 7 \| \| \| 3 \| \| Elixane Lechemia / Édouard Roger-Vasselin \| 3 \| 63 \| \| |                    |                                           |   |     |         |                    |
| 1 | Bandera de Italia  | Flavio Cobolli                            | 3 | 710 | 6       |                    |
| 1 | Bandera de Francia | Ugo Humbert                               | 6 | 68  | 2       |                    |
| 2 | Bandera de Italia  | Jasmine Paolini                           | 6 | 6   |         |                    |
| 2 | Bandera de Francia | Chloé Paquet                              | 0 | 2   |         |                    |
| 3 | Bandera de Italia  | Sara Errani / Andrea Vavassori            | 6 | 7   |         |                    |
| 3 | Bandera de Francia | Elixane Lechemia / Édouard Roger-Vasselin | 3 | 63  |         |                    |

| 1 | Bandera de Italia  | Flavio Cobolli                            | 3 | 710 | 6 |
| 1 | Bandera de Francia | Ugo Humbert                               | 6 | 68  | 2 |
| 2 | Bandera de Italia  | Jasmine Paolini                           | 6 | 6   |   |
| 2 | Bandera de Francia | Chloé Paquet                              | 0 | 2   |   |
| 3 | Bandera de Italia  | Sara Errani / Andrea Vavassori            | 6 | 7   |   |
| 3 | Bandera de Francia | Elixane Lechemia / Édouard Roger-Vasselin | 3 | 63  |   |

### Grupo E (Perth)
| Pos. | Países   | Puntos | Partidos | Sets | Juegos |
| ---- | -------- | ------ | -------- | ---- | ------ |
| 1.º  | Alemania | 2-0    | 5-1      | 11-4 | 75-62  |
| 2.º  | China    | 1-1    | 4-2      | 9-6  | 74-65  |
| 3.º  | Brasil   | 0-2    | 0-6      | 2-12 | 59-81  |

| | Bandera de la República Popular China | China                         | 3 | 0 | Brasil | Bandera de Brasil |
| --- | ------------------------------------- | ----------------------------- | - | - | ------ | ----------------- |
| RAC Arena, Perth, Australia 27 de diciembre de 2024 2.ª sesión |                                       |                               |   |   |        |                   |
| \| 1 \| \| Xinyu Gao \| 5 \| 6 \| 7 \| \| 1 \| \| Beatriz Haddad Maia \| 7 \| 4 \| 5 \| \| 2 \| \| Zhizhen Zhang \| 6 \| 6 \| \| \| 2 \| \| Thiago Monteiro \| 3 \| 0 \| \| \| 3 \| \| Shuai Zhang / Zhizhen Zhang \| 6 \| 7 \| \| \| 3 \| \| Carolina Alves / Rafael Matos \| 4 \| 5 \| \| |                                       |                               |   |   |        |                   |
| 1 | Bandera de la República Popular China | Xinyu Gao                     | 5 | 6 | 7      |                   |
| 1 | Bandera de Brasil                     | Beatriz Haddad Maia           | 7 | 4 | 5      |                   |
| 2 | Bandera de la República Popular China | Zhizhen Zhang                 | 6 | 6 |        |                   |
| 2 | Bandera de Brasil                     | Thiago Monteiro               | 3 | 0 |        |                   |
| 3 | Bandera de la República Popular China | Shuai Zhang / Zhizhen Zhang   | 6 | 7 |        |                   |
| 3 | Bandera de Brasil                     | Carolina Alves / Rafael Matos | 4 | 5 |        |                   |

| 1 | Bandera de la República Popular China | Xinyu Gao                     | 5 | 6 | 7 |
| 1 | Bandera de Brasil                     | Beatriz Haddad Maia           | 7 | 4 | 5 |
| 2 | Bandera de la República Popular China | Zhizhen Zhang                 | 6 | 6 |   |
| 2 | Bandera de Brasil                     | Thiago Monteiro               | 3 | 0 |   |
| 3 | Bandera de la República Popular China | Shuai Zhang / Zhizhen Zhang   | 6 | 7 |   |
| 3 | Bandera de Brasil                     | Carolina Alves / Rafael Matos | 4 | 5 |   |

| | Bandera de Alemania | Alemania                      | 3   | 0 | Brasil | Bandera de Brasil |
| --- | ------------------- | ----------------------------- | --- | - | ------ | ----------------- |
| RAC Arena, Perth, Australia 29 de diciembre de 2024 1.ª sesión |                     |                               |     |   |        |                   |
| \| 1 \| \| Laura Siegemund \| 6 \| 1 \| 6 \| \| 1 \| \| Beatriz Haddad Maia \| 3 \| 6 \| 4 \| \| 2 \| \| Alexander Zverev \| 6 \| 6 \| \| \| 2 \| \| Thiago Monteiro \| 4 \| 4 \| \| \| 3 \| \| Laura Siegemund / Tim Puetz \| 710 \| 6 \| \| \| 3 \| \| Carolina Alves / Rafael Matos \| 68 \| 4 \| \| |                     |                               |     |   |        |                   |
| 1 | Bandera de Alemania | Laura Siegemund               | 6   | 1 | 6      |                   |
| 1 | Bandera de Brasil   | Beatriz Haddad Maia           | 3   | 6 | 4      |                   |
| 2 | Bandera de Alemania | Alexander Zverev              | 6   | 6 |        |                   |
| 2 | Bandera de Brasil   | Thiago Monteiro               | 4   | 4 |        |                   |
| 3 | Bandera de Alemania | Laura Siegemund / Tim Puetz   | 710 | 6 |        |                   |
| 3 | Bandera de Brasil   | Carolina Alves / Rafael Matos | 68  | 4 |        |                   |

| 1 | Bandera de Alemania | Laura Siegemund               | 6   | 1 | 6 |
| 1 | Bandera de Brasil   | Beatriz Haddad Maia           | 3   | 6 | 4 |
| 2 | Bandera de Alemania | Alexander Zverev              | 6   | 6 |   |
| 2 | Bandera de Brasil   | Thiago Monteiro               | 4   | 4 |   |
| 3 | Bandera de Alemania | Laura Siegemund / Tim Puetz   | 710 | 6 |   |
| 3 | Bandera de Brasil   | Carolina Alves / Rafael Matos | 68  | 4 |   |

| | Bandera de la República Popular China | China                              | 1 | 2  | Alemania | Bandera de Alemania |
| --- | ------------------------------------- | ---------------------------------- | - | -- | -------- | ------------------- |
| RAC Arena, Perth, Australia 30 de diciembre de 2024 2.ª sesión |                                       |                                    |   |    |          |                     |
| \| 1 \| \| Zhizhen Zhang \| 6 \| 0 \| 2 \| \| 1 \| \| Alexander Zverev \| 2 \| 6 \| 6 \| \| 2 \| \| Xinyu Gao \| 6 \| 3 \| 6 \| \| 2 \| \| Laura Siegemund \| 1 \| 6 \| 3 \| \| 3 \| \| Shuai Zhang / Zhizhen Zhang \| 2 \| 63 \| \| \| 3 \| \| Laura Siegemund / Alexander Zverev \| 6 \| 7 \| \| |                                       |                                    |   |    |          |                     |
| 1 | Bandera de la República Popular China | Zhizhen Zhang                      | 6 | 0  | 2        |                     |
| 1 | Bandera de Alemania                   | Alexander Zverev                   | 2 | 6  | 6        |                     |
| 2 | Bandera de la República Popular China | Xinyu Gao                          | 6 | 3  | 6        |                     |
| 2 | Bandera de Alemania                   | Laura Siegemund                    | 1 | 6  | 3        |                     |
| 3 | Bandera de la República Popular China | Shuai Zhang / Zhizhen Zhang        | 2 | 63 |          |                     |
| 3 | Bandera de Alemania                   | Laura Siegemund / Alexander Zverev | 6 | 7  |          |                     |

| 1 | Bandera de la República Popular China | Zhizhen Zhang                      | 6 | 0  | 2 |
| 1 | Bandera de Alemania                   | Alexander Zverev                   | 2 | 6  | 6 |
| 2 | Bandera de la República Popular China | Xinyu Gao                          | 6 | 3  | 6 |
| 2 | Bandera de Alemania                   | Laura Siegemund                    | 1 | 6  | 3 |
| 3 | Bandera de la República Popular China | Shuai Zhang / Zhizhen Zhang        | 2 | 63 |   |
| 3 | Bandera de Alemania                   | Laura Siegemund / Alexander Zverev | 6 | 7  |   |

### Grupo F (Sídney)
| Pos. | Países      | Puntos | Partidos | Sets | Juegos |
| ---- | ----------- | ------ | -------- | ---- | ------ |
| 1.º  | Reino Unido | 1-1    | 3-3      | 7-6  | 61-59  |
| 2.º  | Australia   | 1-1    | 3-3      | 6-6  | 52-53  |
| 3.º  | Argentina   | 1-1    | 3-3      | 6-7  | 60-61  |

| | Bandera de Australia | Australia                               | 1 | 2 | Argentina | Bandera de Argentina |
| --- | -------------------- | --------------------------------------- | - | - | --------- | -------------------- |
| Ken Rosewall Arena, Sídney, Australia 28 de diciembre de 2024 2.ª sesión |                      |                                         |   |   |           |                      |
| \| 1 \| \| Olivia Gadecki \| 2 \| 4 \| \| \| 1 \| \| Nadia Podoroska \| 6 \| 6 \| \| \| 2 \| \| Álex de Miñaur \| 6 \| 6 \| \| \| 2 \| \| Tomás Martín Etcheverry \| 1 \| 4 \| \| \| 3 \| \| Ellen Perez / Matthew Ebden \| 2 \| 4 \| \| \| 3 \| \| Lourdes Carlé / Tomás Martín Etcheverry \| 6 \| 6 \| \| |                      |                                         |   |   |           |                      |
| 1 | Bandera de Australia | Olivia Gadecki                          | 2 | 4 |           |                      |
| 1 | Bandera de Argentina | Nadia Podoroska                         | 6 | 6 |           |                      |
| 2 | Bandera de Australia | Álex de Miñaur                          | 6 | 6 |           |                      |
| 2 | Bandera de Argentina | Tomás Martín Etcheverry                 | 1 | 4 |           |                      |
| 3 | Bandera de Australia | Ellen Perez / Matthew Ebden             | 2 | 4 |           |                      |
| 3 | Bandera de Argentina | Lourdes Carlé / Tomás Martín Etcheverry | 6 | 6 |           |                      |

| 1 | Bandera de Australia | Olivia Gadecki                          | 2 | 4 |  |
| 1 | Bandera de Argentina | Nadia Podoroska                         | 6 | 6 |  |
| 2 | Bandera de Australia | Álex de Miñaur                          | 6 | 6 |  |
| 2 | Bandera de Argentina | Tomás Martín Etcheverry                 | 1 | 4 |  |
| 3 | Bandera de Australia | Ellen Perez / Matthew Ebden             | 2 | 4 |  |
| 3 | Bandera de Argentina | Lourdes Carlé / Tomás Martín Etcheverry | 6 | 6 |  |

| | Bandera del Reino Unido | Reino Unido                             | 2  | 1 | Argentina | Bandera de Argentina |
| --- | ----------------------- | --------------------------------------- | -- | - | --------- | -------------------- |
| Ken Rosewall Arena, Sídney, Australia 30 de diciembre de 2024 1.ª sesión |                         |                                         |    |   |           |                      |
| \| 1 \| \| Katie Boulter \| 6 \| 6 \| \| \| 1 \| \| Nadia Podoroska \| 2 \| 3 \| \| \| 2 \| \| Billy Harris \| 6 \| 3 \| 2 \| \| 2 \| \| Tomás Martín Etcheverry \| 3 \| 6 \| 6 \| \| 3 \| \| Katie Boulter / Charles Broom \| 7 \| 7 \| \| \| 3 \| \| Lourdes Carlé / Tomás Martín Etcheverry \| 64 \| 5 \| \| |                         |                                         |    |   |           |                      |
| 1 | Bandera del Reino Unido | Katie Boulter                           | 6  | 6 |           |                      |
| 1 | Bandera de Argentina    | Nadia Podoroska                         | 2  | 3 |           |                      |
| 2 | Bandera del Reino Unido | Billy Harris                            | 6  | 3 | 2         |                      |
| 2 | Bandera de Argentina    | Tomás Martín Etcheverry                 | 3  | 6 | 6         |                      |
| 3 | Bandera del Reino Unido | Katie Boulter / Charles Broom           | 7  | 7 |           |                      |
| 3 | Bandera de Argentina    | Lourdes Carlé / Tomás Martín Etcheverry | 64 | 5 |           |                      |

| 1 | Bandera del Reino Unido | Katie Boulter                           | 6  | 6 |   |
| 1 | Bandera de Argentina    | Nadia Podoroska                         | 2  | 3 |   |
| 2 | Bandera del Reino Unido | Billy Harris                            | 6  | 3 | 2 |
| 2 | Bandera de Argentina    | Tomás Martín Etcheverry                 | 3  | 6 | 6 |
| 3 | Bandera del Reino Unido | Katie Boulter / Charles Broom           | 7  | 7 |   |
| 3 | Bandera de Argentina    | Lourdes Carlé / Tomás Martín Etcheverry | 64 | 5 |   |

| | Bandera del Reino Unido | Reino Unido                     | 1 | 2  | Australia | Bandera de Australia |
| --- | ----------------------- | ------------------------------- | - | -- | --------- | -------------------- |
| Ken Rosewall Arena, Sídney, Australia 1 de enero de 2025 2.ª sesión |                         |                                 |   |    |           |                      |
| \| 1 \| \| Katie Boulter \| 6 \| 6 \| \| \| 1 \| \| Olivia Gadecki \| 2 \| 1 \| \| \| 2 \| \| Billy Harris \| 2 \| 1 \| \| \| 2 \| \| Álex de Miñaur \| 6 \| 6 \| \| \| 3 \| \| Olivia Nicholls / Charles Broom \| 3 \| 63 \| \| \| 3 \| \| Olivia Gadecki / Álex de Miñaur \| 6 \| 7 \| \| |                         |                                 |   |    |           |                      |
| 1 | Bandera del Reino Unido | Katie Boulter                   | 6 | 6  |           |                      |
| 1 | Bandera de Australia    | Olivia Gadecki                  | 2 | 1  |           |                      |
| 2 | Bandera del Reino Unido | Billy Harris                    | 2 | 1  |           |                      |
| 2 | Bandera de Australia    | Álex de Miñaur                  | 6 | 6  |           |                      |
| 3 | Bandera del Reino Unido | Olivia Nicholls / Charles Broom | 3 | 63 |           |                      |
| 3 | Bandera de Australia    | Olivia Gadecki / Álex de Miñaur | 6 | 7  |           |                      |

| 1 | Bandera del Reino Unido | Katie Boulter                   | 6 | 6  |  |
| 1 | Bandera de Australia    | Olivia Gadecki                  | 2 | 1  |  |
| 2 | Bandera del Reino Unido | Billy Harris                    | 2 | 1  |  |
| 2 | Bandera de Australia    | Álex de Miñaur                  | 6 | 6  |  |
| 3 | Bandera del Reino Unido | Olivia Nicholls / Charles Broom | 3 | 63 |  |
| 3 | Bandera de Australia    | Olivia Gadecki / Álex de Miñaur | 6 | 7  |  |

### Segundos clasificados

#### Perth
| Pos. | Países | Puntos | Partidos | Sets | Juegos |
| ---- | ------ | ------ | -------- | ---- | ------ |
| 1.º  | China  | 1-1    | 4-2      | 9-6  | 74-65  |
| 2.º  | Canadá | 1-1    | 3-3      | 7-7  | 71-66  |
| 3.º  | Grecia | 1-1    | 2-4      | 5-10 | 56-68  |

#### Sídney
| Pos. | Países          | Puntos | Partidos | Sets | Juegos |
| ---- | --------------- | ------ | -------- | ---- | ------ |
| 1.º  | República Checa | 1-1    | 3-3      | 7-7  | 73-70  |
| 2.º  | Australia       | 1-1    | 3-3      | 6-6  | 52-53  |
| 3.º  | Suiza           | 1-1    | 2-4      | 4-8  | 52-61  |

## Fase eliminatoria

### Rondas finales
|  | Cuartos de final    | Cuartos de final    | Cuartos de final    |                 |                | Semifinales    | Semifinales | Semifinales |  |                | Final          | Final      | Final      |  |
|  | Del 1 al 3 de enero | Del 1 al 3 de enero | Del 1 al 3 de enero |                 |                | 4 de enero     | 4 de enero  | 4 de enero  |  |                | 5 de enero     | 5 de enero | 5 de enero |  |
|  |                     |                     |                     |                 |                |                |             |             |  |                |                |            |            |  |
|  |                     |                     |                     |                 |                |                |             |             |  |                |                |            |            |  |
|  | 1.º A               | Estados Unidos      | 3                   |                 |                |                |             |             |  |                |                |            |            |  |
|  | 1.º A               | Estados Unidos      | 3                   |                 |                |                |             |             |  |                |                |            |            |  |
|  | 2.º P               | China               | 0                   |                 |                |                |             |             |  |                |                |            |            |  |
|  | 2.º P               | China               | 0                   |                 | Estados Unidos | Estados Unidos | 3           |             |  |                |                |            |            |  |
|  |                     |                     |                     |                 | Estados Unidos | Estados Unidos | 3           |             |  |                |                |            |            |  |
|  |                     |                     | República Checa     | República Checa | 0              |                |             |             |  |                |                |            |            |  |
|  | 1.º D               | Italia              | República Checa     | República Checa | 0              | 1              |             |             |  |                |                |            |            |  |
|  | 1.º D               | Italia              |                     |                 |                |                |             |             |  |                |                |            |            |  |
|  | 2.º S               | República Checa     | 2                   |                 |                |                |             |             |  |                |                |            |            |  |
|  | 2.º S               | República Checa     | 2                   |                 |                |                |             |             |  | Estados Unidos | Estados Unidos | 2          |            |  |
|  |                     |                     |                     |                 |                |                |             |             |  | Estados Unidos | Estados Unidos | 2          |            |  |
|  |                     |                     | Polonia             | Polonia         | 0              |                |             |             |  |                |                |            |            |  |
|  | 1.º C               | Kazajistán          | Polonia             | Polonia         | 0              | 2              |             |             |  |                |                |            |            |  |
|  | 1.º C               | Kazajistán          |                     |                 |                |                |             |             |  |                |                |            |            |  |
|  | 1.º E               | Alemania            | 1                   |                 |                |                |             |             |  |                |                |            |            |  |
|  | 1.º E               | Alemania            | 1                   |                 | Kazajistán     | Kazajistán     | 0           |             |  |                |                |            |            |  |
|  |                     |                     |                     |                 | Kazajistán     | Kazajistán     | 0           |             |  |                |                |            |            |  |
|  |                     |                     | Polonia             | Polonia         | 3              |                |             |             |  |                |                |            |            |  |
|  | 1.º B               | Polonia             | Polonia             | Polonia         | 3              | 3              |             |             |  |                |                |            |            |  |
|  | 1.º B               | Polonia             |                     |                 |                |                |             |             |  |                |                |            |            |  |
|  | 1.º F               | Reino Unido         | 0                   |                 |                |                |             |             |  |                |                |            |            |  |
|  | 1.º F               | Reino Unido         | 0                   |                 |                |                |             |             |  |                |                |            |            |  |
|  |                     |                     |                     |                 |                |                |             |             |  |                |                |            |            |  |

### Cuartos de final
| | Bandera de Kazajistán | Kazajistán                        | 2  | 1 | Alemania | Bandera de Alemania |
| --- | --------------------- | --------------------------------- | -- | - | -------- | ------------------- |
| RAC Arena, Perth, Australia 1 de enero de 2025 1.ª sesión |                       |                                   |    |   |          |                     |
| \| 1 \| \| Elena Rybakina \| 6 \| 6 \| \| \| 1 \| \| Laura Siegemund \| 3 \| 1 \| \| \| 2 \| \| Alexander Shevchenko \| 65 \| 6 \| 6 \| \| 2 \| \| Daniel Masur \| 7 \| 2 \| 2 \| \| 3 \| \| Zhibek Kulambayeva / Dmitry Popko \| 2 \| 2 \| \| \| 3 \| \| Laura Siegemund / Tim Puetz \| 6 \| 6 \| \| |                       |                                   |    |   |          |                     |
| 1 | Bandera de Kazajistán | Elena Rybakina                    | 6  | 6 |          |                     |
| 1 | Bandera de Alemania   | Laura Siegemund                   | 3  | 1 |          |                     |
| 2 | Bandera de Kazajistán | Alexander Shevchenko              | 65 | 6 | 6        |                     |
| 2 | Bandera de Alemania   | Daniel Masur                      | 7  | 2 | 2        |                     |
| 3 | Bandera de Kazajistán | Zhibek Kulambayeva / Dmitry Popko | 2  | 2 |          |                     |
| 3 | Bandera de Alemania   | Laura Siegemund / Tim Puetz       | 6  | 6 |          |                     |

| | Bandera de Estados Unidos             | Estados Unidos                     | 3  | 0  | China | Bandera de la República Popular China |
| --- | ------------------------------------- | ---------------------------------- | -- | -- | ----- | ------------------------------------- |
| RAC Arena, Perth, Australia 1 de enero de 2025 2.ª sesión |                                       |                                    |    |    |       |                                       |
| \| 1 \| \| Cori Gauff \| 7 \| 6 \| \| \| 1 \| \| Shuai Zhang \| 64 \| 2 \| \| \| 2 \| \| Taylor Fritz \| 6 \| 6 \| \| \| 2 \| \| Zhizhen Zhang \| 4 \| 4 \| \| \| 3 \| \| Desirae Krawczyk / Robert Galloway \| 6 \| 61 \| [10] \| \| 3 \| \| Shuai Zhang / Fajing Sun \| 3 \| 7 \| [3] \| |                                       |                                    |    |    |       |                                       |
| 1 | Bandera de Estados Unidos             | Cori Gauff                         | 7  | 6  |       |                                       |
| 1 | Bandera de la República Popular China | Shuai Zhang                        | 64 | 2  |       |                                       |
| 2 | Bandera de Estados Unidos             | Taylor Fritz                       | 6  | 6  |       |                                       |
| 2 | Bandera de la República Popular China | Zhizhen Zhang                      | 4  | 4  |       |                                       |
| 3 | Bandera de Estados Unidos             | Desirae Krawczyk / Robert Galloway | 6  | 61 | [10]  |                                       |
| 3 | Bandera de la República Popular China | Shuai Zhang / Fajing Sun           | 3  | 7  | [3]   |                                       |

| | Bandera de Polonia      | Polonia                         | 3  | 0  | Gran Bretaña | Bandera del Reino Unido |
| --- | ----------------------- | ------------------------------- | -- | -- | ------------ | ----------------------- |
| Ken Rosewall Arena, Sídney, Australia 2 de enero de 2025 1.ª sesión |                         |                                 |    |    |              |                         |
| \| 1 \| \| Hubert Hurkacz \| 7 \| 7 \| \| \| 1 \| \| Billy Harris \| 63 \| 5 \| \| \| 2 \| \| Iga Świątek \| 64 \| 6 \| 6 \| \| 2 \| \| Katie Boulter \| 7 \| 1 \| 4 \| \| 3 \| \| Maja Chwalińska / Jan Zieliński \| 6 \| 7 \| \| \| 3 \| \| Olivia Nicholls / Charles Broom \| 2 \| 63 \| \| |                         |                                 |    |    |              |                         |
| 1 | Bandera de Polonia      | Hubert Hurkacz                  | 7  | 7  |              |                         |
| 1 | Bandera del Reino Unido | Billy Harris                    | 63 | 5  |              |                         |
| 2 | Bandera de Polonia      | Iga Świątek                     | 64 | 6  | 6            |                         |
| 2 | Bandera del Reino Unido | Katie Boulter                   | 7  | 1  | 4            |                         |
| 3 | Bandera de Polonia      | Maja Chwalińska / Jan Zieliński | 6  | 7  |              |                         |
| 3 | Bandera del Reino Unido | Olivia Nicholls / Charles Broom | 2  | 63 |              |                         |

| | Bandera de Italia          | Italia                         | 1 | 2 | República Checa | Bandera de República Checa |
| --- | -------------------------- | ------------------------------ | - | - | --------------- | -------------------------- |
| Ken Rosewall Arena, Sídney, Australia 3 de enero de 2025 1.ª sesión |                            |                                |   |   |                 |                            |
| \| 1 \| \| Jasmine Paolini \| 2 \| 2 \| \| \| 1 \| \| Karolína Muchová \| 6 \| 6 \| \| \| 2 \| \| Flavio Cobolli \| 1 \| 2 \| \| \| 2 \| \| Tomáš Macháč \| 6 \| 6 \| \| \| 3 \| \| Sara Errani / Andrea Vavassori \| 7 \| 3 \| [10] \| \| 3 \| \| Gabriela Knutson / Patrik Rikl \| 5 \| 6 \| [4] \| |                            |                                |   |   |                 |                            |
| 1 | Bandera de Italia          | Jasmine Paolini                | 2 | 2 |                 |                            |
| 1 | Bandera de República Checa | Karolína Muchová               | 6 | 6 |                 |                            |
| 2 | Bandera de Italia          | Flavio Cobolli                 | 1 | 2 |                 |                            |
| 2 | Bandera de República Checa | Tomáš Macháč                   | 6 | 6 |                 |                            |
| 3 | Bandera de Italia          | Sara Errani / Andrea Vavassori | 7 | 3 | [10]            |                            |
| 3 | Bandera de República Checa | Gabriela Knutson / Patrik Rikl | 5 | 6 | [4]             |                            |

### Semifinales
| | Bandera de Kazajistán | Kazajistán                                | 0  | 3 | Polonia | Bandera de Polonia |
| --- | --------------------- | ----------------------------------------- | -- | - | ------- | ------------------ |
| Ken Rosewall Arena, Sídney, Australia 4 de enero de 2025 1.ª sesión |                       |                                           |    |   |         |                    |
| \| 1 \| \| Alexander Shevchenko \| 3 \| 2 \| \| \| 1 \| \| Hubert Hurkacz \| 6 \| 6 \| \| \| 2 \| \| Elena Rybakina \| 65 \| 4 \| \| \| 2 \| \| Iga Świątek \| 7 \| 6 \| \| \| 3 \| \| Zhibek Kulambayeba / Alexander Shevchenko \| 4 \| 1 \| \| \| 3 \| \| Maja Chwalińska / Jan Zieliński \| 6 \| 6 \| \| |                       |                                           |    |   |         |                    |
| 1 | Bandera de Kazajistán | Alexander Shevchenko                      | 3  | 2 |         |                    |
| 1 | Bandera de Polonia    | Hubert Hurkacz                            | 6  | 6 |         |                    |
| 2 | Bandera de Kazajistán | Elena Rybakina                            | 65 | 4 |         |                    |
| 2 | Bandera de Polonia    | Iga Świątek                               | 7  | 6 |         |                    |
| 3 | Bandera de Kazajistán | Zhibek Kulambayeba / Alexander Shevchenko | 4  | 1 |         |                    |
| 3 | Bandera de Polonia    | Maja Chwalińska / Jan Zieliński           | 6  | 6 |         |                    |

| | Bandera de Estados Unidos  | Estados Unidos                 | 3  | 0  | República Checa | Bandera de República Checa |
| --- | -------------------------- | ------------------------------ | -- | -- | --------------- | -------------------------- |
| Ken Rosewall Arena, Sídney, Australia 4 de enero de 2025 2.ª sesión |                            |                                |    |    |                 |                            |
| \| 1 \| \| Cori Gauff \| 6 \| 6 \| \| \| 1 \| \| Karolína Muchová \| 1 \| 4 \| \| \| 2 \| \| Taylor Fritz \| 64 \| 6 \| \| \| 2 \| \| Tomáš Macháč \| 7 \| 5r \| \| \| 3 \| \| Desirae Krawczyk / Denis Kudla \| 7 \| 6 \| \| \| 3 \| \| Gabriela Knutson / Patrik Rikl \| 5 \| 0 \| \| |                            |                                |    |    |                 |                            |
| 1 | Bandera de Estados Unidos  | Cori Gauff                     | 6  | 6  |                 |                            |
| 1 | Bandera de República Checa | Karolína Muchová               | 1  | 4  |                 |                            |
| 2 | Bandera de Estados Unidos  | Taylor Fritz                   | 64 | 6  |                 |                            |
| 2 | Bandera de República Checa | Tomáš Macháč                   | 7  | 5r |                 |                            |
| 3 | Bandera de Estados Unidos  | Desirae Krawczyk / Denis Kudla | 7  | 6  |                 |                            |
| 3 | Bandera de República Checa | Gabriela Knutson / Patrik Rikl | 5  | 0  |                 |                            |

### Final
| | Bandera de Estados Unidos | Estados Unidos               | 2         | 0 | Polonia | Bandera de Polonia |
| --- | ------------------------- | ---------------------------- | --------- | - | ------- | ------------------ |
| Ken Rosewall Arena, Sídney, Australia 5 de enero de 2025 1.ª sesión |                           |                              |           |   |         |                    |
| \| 1 \| \| Cori Gauff \| 6 \| 6 \| \| \| 1 \| \| Iga Świątek \| 4 \| 4 \| \| \| 2 \| \| Taylor Fritz \| 6 \| 5 \| 7 \| \| 2 \| \| Hubert Hurkacz \| 4 \| 7 \| 64 \| \| 3 \| \| Cori Gauff / Taylor Fritz \| No \| \| \| \| 3 \| \| Iga Świątek / Hubert Hurkacz \| disputado \| \| \| |                           |                              |           |   |         |                    |
| 1 | Bandera de Estados Unidos | Cori Gauff                   | 6         | 6 |         |                    |
| 1 | Bandera de Polonia        | Iga Świątek                  | 4         | 4 |         |                    |
| 2 | Bandera de Estados Unidos | Taylor Fritz                 | 6         | 5 | 7       |                    |
| 2 | Bandera de Polonia        | Hubert Hurkacz               | 4         | 7 | 64      |                    |
| 3 | Bandera de Estados Unidos | Cori Gauff / Taylor Fritz    | No        |   |         |                    |
| 3 | Bandera de Polonia        | Iga Świątek / Hubert Hurkacz | disputado |   |         |                    |